# Lijst van gemeentelijke monumenten in Maastricht, Binnenstad
De buurt Binnenstad in de wijk Maastricht-Centrum in Maastricht heeft 254 panden/objecten die als gemeentelijke monumenten zijn beschreven in 208 regels (monumentnummers). Zie hieronder een overzicht.
| Object                                                                                            | Bouwjaar                                   | Architect                                         | Locatie                                                              | Coördinaten                   | Nr.                   | Afbeelding                                                                                        |
| ------------------------------------------------------------------------------------------------- | ------------------------------------------ | ------------------------------------------------- | -------------------------------------------------------------------- | ----------------------------- | --------------------- | ------------------------------------------------------------------------------------------------- |
| Woonhuis met lijstgevel                                                                           | midden 19e eeuw (lijstgevel)               |                                                   | Achter de Comedie 18, 18b                                            | 50° 50' 53" NB, 5° 41' 30" OL | 0935/987              | Meer afbeeldingen                                                                                 |
| Winkel-woonhuis met gecementeerde voorgevel                                                       | 1893                                       |                                                   | Achter het Vleeshuis 30, 30ab / Vijfharingenstraat 16bcd             | 50° 50' 57" NB, 5° 41' 29" OL | 0935/2173             | Meer afbeeldingen                                                                                 |
| Winkel-woonhuis met voorgevel in eclectische stijl                                                | 1897                                       |                                                   | Achter het Vleeshuis 36                                              | 50° 50' 57" NB, 5° 41' 28" OL | 0935/998              | Meer afbeeldingen                                                                                 |
| Winkel-woonhuis met lijstgevel                                                                    |                                            |                                                   | Achter het Vleeshuis 42, 42b                                         | 50° 50' 57" NB, 5° 41' 28" OL | 0935/999              | Meer afbeeldingen                                                                                 |
| Hoekwoning                                                                                        |                                            |                                                   | Bouillonstraat 13; hoek Lenculenstraat                               | 50° 50' 48" NB, 5° 41' 16" OL | 0935/1152             | Meer afbeeldingen                                                                                 |
| Hoekpand met eclectische lijstgevel                                                               | 1880                                       |                                                   | Bredestraat 1 / Onze Lieve Vrouweplein 28                            | 50° 50' 52" NB, 5° 41' 32" OL | 0935/1186             | Meer afbeeldingen                                                                                 |
| Woonhuis met lijstgevel                                                                           | 1898                                       |                                                   | Bredestraat 2, 2a / Minckeleersstraat 30                             | 50° 50' 53" NB, 5° 41' 29" OL | 0935/1188             | Meer afbeeldingen                                                                                 |
| Dubbelpand ; twee woonhuizen met lijstgevel in neoclassicistische stijl                           | late 19e eeuw (gevel)                      |                                                   | Bredestraat 4, 4acd - 6                                              | 50° 50' 53" NB, 5° 41' 28" OL | 0935/1190             | Meer afbeeldingen                                                                                 |
| Voormalig sociëteitsgebouw met neoclassicistische stucgevel op achterterrein                      | late 19e eeuw (gevel)                      |                                                   | Bredestraat 19                                                       | 50° 50' 52" NB, 5° 41' 26" OL | 0935/1187             | Voormalig sociëteitsgebouw met neoclassicistische stucgevel op achterterrein                      |
| Beeld van de bidweg: Maria van Smarten                                                            | 1946                                       | Charles Vos                                       | Bredestraat bij 32c                                                  | 50° 50' 54" NB, 5° 41' 22" OL | 0935/1189             | Meer afbeeldingen                                                                                 |
| Beeld van de bidweg: plaquette met Annunciatie                                                    | circa 1946-1948                            | Maria de Lago                                     | Cortenstraat bij 6a                                                  | 50° 50' 49" NB, 5° 41' 32" OL | 0935/1284             | Meer afbeeldingen                                                                                 |
| Winkel-woonhuis                                                                                   | circa 1930                                 |                                                   | Dominikanerkerkstraat 3                                              | 50° 50' 60" NB, 5° 41' 23" OL | 0935/1294             | Meer afbeeldingen                                                                                 |
| Winkel-woonhuis met voorgevel in expressionistische stijl                                         | 1917                                       |                                                   | Grote Gracht 15                                                      | 50° 51' 3" NB, 5° 41' 22" OL  | 0935/1320             | Meer afbeeldingen                                                                                 |
| Winkel-woonhuis met eclectische voorgevel                                                         | 1878                                       |                                                   | Grote Gracht 17, 17b                                                 | 50° 51' 3" NB, 5° 41' 22" OL  | 0935/1322             | Meer afbeeldingen                                                                                 |
| Hoekwoning                                                                                        | 1916                                       |                                                   | Grote Gracht 27                                                      | 50° 51' 3" NB, 5° 41' 20" OL  | 0935/1325             | Meer afbeeldingen                                                                                 |
| Tussenwoning met puntgevel                                                                        |                                            |                                                   | Grote Gracht 29ab                                                    | 50° 51' 3" NB, 5° 41' 19" OL  | 0935/1326             | Meer afbeeldingen                                                                                 |
| Voormalige slagerij-woonhuis met neogotische voorgevel                                            | 1900                                       | W. Sprenger                                       | Grote Gracht 41a-d                                                   | 50° 51' 3" NB, 5° 41' 17" OL  | 0935/1328             | Meer afbeeldingen                                                                                 |
| Winkel-woonhuis                                                                                   | 1900                                       |                                                   | Grote Gracht 43ab                                                    | 50° 51' 3" NB, 5° 41' 17" OL  | 0935/1329             | Meer afbeeldingen                                                                                 |
| Winkel-woonhuis met lijstgevel met jugendstil-elementen                                           | 1900                                       |                                                   | Grote Gracht 55, 55bc                                                | 50° 51' 2" NB, 5° 41' 16" OL  | 0935/1331             | Meer afbeeldingen                                                                                 |
| Tussenwoning met lijstgevel                                                                       |                                            |                                                   | Grote Gracht 59, 59b                                                 | 50° 51' 2" NB, 5° 41' 15" OL  | 0935/1332             | Meer afbeeldingen                                                                                 |
| Drie woonhuizen met voorgevels in eclectische stijl                                               | late 19e eeuw (gevel)                      |                                                   | Grote Gracht 77-79, 79abc-81abc                                      | 50° 51' 1" NB, 5° 41' 12" OL  | 0935/1336             | Drie woonhuizen met voorgevels in eclectische stijl                                               |
| Woonhuis met lijstgevel in eclectische stijl                                                      | 1890                                       |                                                   | Grote Gracht 83                                                      | 50° 51' 1" NB, 5° 41' 11" OL  | 0935/1340             | Meer afbeeldingen                                                                                 |
| Achterhuis                                                                                        | late 19e eeuw (gevel)                      |                                                   | achter Grote Gracht 85                                               | 50° 50' 60" NB, 5° 41' 11" OL | 0935/1341             | Upload foto                                                                                       |
| Winkel-woonhuis met voorgevel in eclectische stijl                                                | 1912                                       |                                                   | Grote Gracht 87ab                                                    | 50° 51' 0" NB, 5° 41' 10" OL  | 0935/1343             | Meer afbeeldingen                                                                                 |
| Winkel-woonhuis met voorgevel in eclectische stijl                                                | 1895                                       |                                                   | Grote Gracht 95, 95b                                                 | 50° 50' 60" NB, 5° 41' 9" OL  | 0935/1344             | Meer afbeeldingen                                                                                 |
| Winkel-woonhuis met voorgevel in eclectische stijl                                                |                                            |                                                   | Grote Gracht 99                                                      | 50° 50' 59" NB, 5° 41' 9" OL  | 0935/1345             | Meer afbeeldingen                                                                                 |
| Woonhuis met voorgevel in eclectische stijl (linkerhelft van dit huisnummer)                      | 1897                                       |                                                   | Grote Staat 1 oost (linker gevel)                                    | 50° 50' 59" NB, 5° 41' 32" OL | 0935/1354             | Meer afbeeldingen                                                                                 |
| Winkel-woonhuis met voorgevel in eclectische stijl (rechter helft van dit huisnummer)             | 1916                                       |                                                   | Grote Staat 1 west (rechter gevel)                                   | 50° 50' 59" NB, 5° 41' 32" OL | 0935/1355             | Meer afbeeldingen                                                                                 |
| Winkel-woonhuis (vm. Vleeshuis)                                                                   | circa 1850 (bovengevel)                    |                                                   | Grote Staat 3                                                        | 50° 50' 59" NB, 5° 41' 32" OL | 0935/1360             | Meer afbeeldingen                                                                                 |
| Warenhuis in expressionistische stijl                                                             | 1930-33                                    | Jan Kuijt                                         | Grote Staat 5-15                                                     | 50° 50' 59" NB, 5° 41' 31" OL | 0935/1366             | Meer afbeeldingen                                                                                 |
| Winkel-woonhuis met voorgevel met kenmerken van art deco                                          | 1928                                       |                                                   | Grote Staat 8, 8b                                                    | 50° 50' 60" NB, 5° 41' 31" OL | 0935/1371             | Meer afbeeldingen                                                                                 |
| Winkel-woonhuis met kenmerken van de art deco                                                     | 1911                                       |                                                   | Grote Staat 20                                                       | 50° 50' 60" NB, 5° 41' 29" OL | 0935/1356             | Meer afbeeldingen                                                                                 |
| Winkel-woonhuis                                                                                   | 1930                                       | A. Boosten                                        | Grote Staat 23                                                       | 50° 50' 59" NB, 5° 41' 29" OL | 0935/1357             | Meer afbeeldingen                                                                                 |
| Winkel-woonhuis met voorgevel in eclectische stijl                                                | late 19e eeuw (gevel)                      |                                                   | Grote Staat 25, 25b                                                  | 50° 50' 59" NB, 5° 41' 28" OL | 0935/1358             | Meer afbeeldingen                                                                                 |
| Winkelpand in expressionistische stijl                                                            | 1930                                       |                                                   | Grote Staat 26-28                                                    | 50° 51' 0" NB, 5° 41' 28" OL  | 0935/1359             | Meer afbeeldingen                                                                                 |
| Twee winkel-woonhuizen                                                                            | midden 19e eeuw (bovengevel)               |                                                   | Grote Staat 38, 38a                                                  | 50° 50' 60" NB, 5° 41' 25" OL | 0935/1361             | Twee winkel-woonhuizen                                                                            |
| Winkel-woonhuis met hardstenen bovenpui                                                           | circa 1800                                 |                                                   | Grote Staat 38bc-40                                                  | 50° 50' 60" NB, 5° 41' 25" OL | 0935/1362             | Meer afbeeldingen                                                                                 |
| Winkel-woonhuis met gestucte lijstgevel in eclectische stijl                                      | circa 1900                                 |                                                   | Grote Staat 44, 44a-46                                               | 50° 50' 60" NB, 5° 41' 24" OL | 0935/1363             | Winkel-woonhuis met gestucte lijstgevel in eclectische stijl                                      |
| Winkel-woonhuis met trapgevel                                                                     | 1939                                       |                                                   | Grote Staat 47                                                       | 50° 50' 59" NB, 5° 41' 25" OL | 0935/1365             | Meer afbeeldingen                                                                                 |
| Winkel-woonhuis met voorgevel in eclectische stijl                                                | late 19e eeuw (gevel)                      |                                                   | Grote Staat 50                                                       | 50° 50' 60" NB, 5° 41' 23" OL | 0935/1367             | Meer afbeeldingen                                                                                 |
| Winkelpand                                                                                        | 1930                                       | J. Joosten                                        | Grote Staat 54 / Dominicanerkerkstraat 4bc (zuid)                    | 50° 50' 59" NB, 5° 41' 22" OL | 0935/1295             | Meer afbeeldingen                                                                                 |
| Winkel-woonhuis                                                                                   | 1930                                       |                                                   | Grote Staat 56                                                       | 50° 50' 59" NB, 5° 41' 22" OL | 0935/1369             | Meer afbeeldingen                                                                                 |
| Winkel-woonhuis                                                                                   | 1896                                       | Pierre Cuypers                                    | Grote Staat 57                                                       | 50° 50' 59" NB, 5° 41' 24" OL | 0935/1370             | Meer afbeeldingen                                                                                 |
| Pand met lijstgevel                                                                               | late 19e eeuw (gevel)                      |                                                   | Havenstraat 16                                                       | 50° 50' 54" NB, 5° 41' 36" OL | 0935/1376             | Meer afbeeldingen                                                                                 |
| Twee panden                                                                                       | late 19e eeuw (gevel)                      |                                                   | Heggenstraat 5, 5b-7                                                 | 50° 50' 55" NB, 5° 41' 27" OL | 0935/1379             | Twee panden                                                                                       |
| Winkel-woonhuis met lijstgevel                                                                    | 1895                                       |                                                   | Heggenstraat 10, 10bc                                                | 50° 50' 55" NB, 5° 41' 26" OL | 0935/1377             | Meer afbeeldingen                                                                                 |
| Tuinmuur behorende bij Heggenstraat 13                                                            |                                            |                                                   | Heggenstraat bij 13                                                  | 50° 50' 54" NB, 5° 41' 26" OL | 0935/1378             | Tuinmuur behorende bij Heggenstraat 13                                                            |
| Woonhuis met opslag                                                                               | late 19e eeuw                              |                                                   | Heilige Geest 1                                                      | 50° 51' 1" NB, 5° 41' 28" OL  | 0935/1381             | Meer afbeeldingen                                                                                 |
| Voormalig pakhuis                                                                                 | late 18e eeuw, vroege 20e eeuw (ophoging)  |                                                   | Heilige Geest 1a                                                     | 50° 51' 2" NB, 5° 41' 28" OL  | 0935/1382             | Meer afbeeldingen                                                                                 |
| Voormalig pakhuis en woonhuis                                                                     | late 19e eeuw                              |                                                   | Heilige Geest 40a t/m 42d                                            | 50° 51' 1" NB, 5° 41' 27" OL  | 0935/1383             | Meer afbeeldingen                                                                                 |
| Voormalig pakhuis                                                                                 | late 19e eeuw                              |                                                   | Heilige Geest 44                                                     | 50° 51' 1" NB, 5° 41' 27" OL  | 0935/1384             | Meer afbeeldingen                                                                                 |
| Voormalig pakhuis                                                                                 | late 19e eeuw                              |                                                   | Heilige Geest 48abcd                                                 | 50° 51' 2" NB, 5° 41' 27" OL  | 0935/1385             | Meer afbeeldingen                                                                                 |
| Voormalig bankgebouw met lijstgevel in rationalistische stijl                                     |                                            |                                                   | Helmstraat 2, 2a-d (noord)                                           | 50° 51' 3" NB, 5° 41' 19" OL  | 0935/1389             | Meer afbeeldingen                                                                                 |
| Dubbele woning met lijstgevel in eclectische stijl                                                |                                            |                                                   | Helmstraat 6-2a-d (zuid)                                             | 50° 51' 2" NB, 5° 41' 20" OL  | 0935/1390             | Meer afbeeldingen                                                                                 |
| Woonhuis met lijstgevel in eclectische stijl                                                      | late 19e eeuw (gevel)                      |                                                   | Helmstraat 8abc                                                      | 50° 51' 2" NB, 5° 41' 20" OL  | 0935/1392             | Meer afbeeldingen                                                                                 |
| Woonhuis met lijstgevel in eclectische stijl                                                      | late 19e eeuw (gevel)                      |                                                   | Helmstraat 10                                                        | 50° 51' 2" NB, 5° 41' 20" OL  | 0935/1387             | Meer afbeeldingen                                                                                 |
| Woonhuis met lijstgevel in eclectische stijl                                                      | late 19e eeuw (gevel)                      |                                                   | Helmstraat 12, 12ab                                                  | 50° 51' 1" NB, 5° 41' 20" OL  | 0935/1388             | Meer afbeeldingen                                                                                 |
| Beeld van Henric van Veldeke                                                                      | 1934                                       | Charles Vos                                       | Henric van Veldekeplein                                              | 50° 50' 54" NB, 5° 41' 13" OL | 0935/1396             | Meer afbeeldingen                                                                                 |
| Hekwerk om plantsoen                                                                              |                                            |                                                   | Henric van Veldekeplein                                              | 50° 50' 53" NB, 5° 41' 12" OL | 0935/3598             | Upload foto                                                                                       |
| Bronzen beeld van Mercurius                                                                       | 1982                                       | Fons Bemelmans                                    | Het Bat                                                              | 50° 50' 56" NB, 5° 41' 40" OL | 0935/1480             | Meer afbeeldingen                                                                                 |
| Woonhuis met lijstgevel in eclectische stijl                                                      | 1907                                       |                                                   | Het Bat 13                                                           | 50° 50' 52" NB, 5° 41' 41" OL | 0935/1472             | Meer afbeeldingen                                                                                 |
| Woonhuis met lijstgevel in eclectische stijl                                                      | 1907                                       |                                                   | Het Bat 14                                                           | 50° 50' 52" NB, 5° 41' 41" OL | 0935/1473             | Meer afbeeldingen                                                                                 |
| Achterhuis met erker                                                                              | vroege 18e eeuw (kern), 1920               |                                                   | Het Bat 15                                                           | 50° 50' 52" NB, 5° 41' 41" OL | 0935/1474             | Meer afbeeldingen                                                                                 |
| Woonhuis met voorgevel in eclectische stijl                                                       | 1911                                       |                                                   | Het Bat 17                                                           | 50° 50' 51" NB, 5° 41' 41" OL | 0935/1475             | Meer afbeeldingen                                                                                 |
| Winkel-woonhuis met voorgevel in eclectische stijl                                                | 1900                                       |                                                   | Hoenderstraat 10                                                     | 50° 51' 5" NB, 5° 41' 36" OL  | 0935/1482             | Meer afbeeldingen                                                                                 |
| Winkelwooncomplex                                                                                 |                                            |                                                   | Hoenderstraat 19 t/m 53d / Markt 56                                  | 50° 51' 4" NB, 5° 41' 32" OL  | 0935/1483             | Meer afbeeldingen                                                                                 |
| Woonhuis met lijstgevel in eclectische stijl                                                      | late 19e eeuw (gevel)                      |                                                   | Hoenderstraat 22, 22ab                                               | 50° 51' 5" NB, 5° 41' 35" OL  | 0935/1484             | Meer afbeeldingen                                                                                 |
| Woonhuis met gestucte voorgevel in eclectische stijl                                              | 1907                                       |                                                   | Hoenderstraat 32-34 (oost)                                           | 50° 51' 5" NB, 5° 41' 33" OL  | 0935/1485             | Meer afbeeldingen                                                                                 |
| Winkel-woonhuis                                                                                   | 1935                                       | A. Boosten                                        | Hondstraat 1, 1abcd                                                  | 50° 50' 52" NB, 5° 41' 29" OL | 0935/1488             | Meer afbeeldingen                                                                                 |
| Winkel-woonhuis met voorgevel in eclectische stijl                                                | vroege 19e eeuw (gevel)                    |                                                   | Hondstraat 3a                                                        | 50° 50' 51" NB, 5° 41' 29" OL | 0935/1494             | Meer afbeeldingen                                                                                 |
| Woonhuis in eclectische stijl                                                                     | circa 1895                                 |                                                   | Hondstraat 5                                                         | 50° 50' 51" NB, 5° 41' 30" OL | 0935/1495             | Meer afbeeldingen                                                                                 |
| Woonhuis in eclectische stijl                                                                     | 1897                                       |                                                   | Hondstraat 7a-d                                                      | 50° 50' 51" NB, 5° 41' 30" OL | 0935/1496             | Meer afbeeldingen                                                                                 |
| Woonhuis met gestucte voorgevel in eclectische stijl                                              | late 19e eeuw (gevel)                      |                                                   | Hondstraat 9ab                                                       | 50° 50' 51" NB, 5° 41' 30" OL | 0935/1497             | Meer afbeeldingen                                                                                 |
| Woonhuis met gestucte voorgevel in eclectische stijl                                              | late 19e eeuw (gevel)                      |                                                   | Hondstraat 11                                                        | 50° 50' 50" NB, 5° 41' 30" OL | 0935/1489             | Meer afbeeldingen                                                                                 |
| Decoratief smeedijzeren hekwerk voor de Lutherse kerk                                             |                                            |                                                   | Hondstraat bij 14                                                    | 50° 50' 50" NB, 5° 41' 29" OL | 0935/1490             | Decoratief smeedijzeren hekwerk voor de Lutherse kerk                                             |
| Woonhuis met lijstgevel                                                                           | 1939                                       |                                                   | Hondstraat 16                                                        | 50° 50' 50" NB, 5° 41' 29" OL | 0935/1491             | Meer afbeeldingen                                                                                 |
| Woonhuis                                                                                          | 1939                                       |                                                   | Hondstraat 20abc                                                     | 50° 50' 50" NB, 5° 41' 29" OL | 0935/1492             | Meer afbeeldingen                                                                                 |
| Woonhuis                                                                                          | 1938                                       | H.J. Koene                                        | Hondstraat 22ab                                                      | 50° 50' 49" NB, 5° 41' 30" OL | 0935/1493             | Meer afbeeldingen                                                                                 |
| Hardstenen gevelsteen met gemuilkorfde beer aan een ketting (afkomstig van Rechtstraat 25)        | 1833                                       |                                                   | Jodenstraat 1                                                        | 50° 50' 59" NB, 5° 41' 37" OL | 0935/1536             | Hardstenen gevelsteen met gemuilkorfde beer aan een ketting (afkomstig van Rechtstraat 25)        |
| Winkel-woonhuis met lijstgevel                                                                    | late 19e eeuw (gevel)                      |                                                   | Jodenstraat 13                                                       | 50° 50' 59" NB, 5° 41' 35" OL | 0935/1537             | Meer afbeeldingen                                                                                 |
| Winkel-woonhuis met lijstgevel                                                                    | late 19e eeuw (gevel)                      |                                                   | Jodenstraat 15                                                       | 50° 50' 59" NB, 5° 41' 35" OL | 0935/1538             | Meer afbeeldingen                                                                                 |
| Voormalige Kapel Vincentiusvereniging (ook Heilige Geestkapel, tegenwoordig Drukkunstmuseum)      | 1853                                       |                                                   | achter Jodenstraat 22 en Kesselskade 53                              | 50° 50' 60" NB, 5° 41' 36" OL | 0935/1569             | Meer afbeeldingen                                                                                 |
| Beeld van bidweg: hardstenen Mariabeeldje                                                         | 1946                                       | Rob Stultiens                                     | Kapoenstraat 22 (hoek Lenculenstraat)                                | 50° 50' 49" NB, 5° 41' 24" OL | 0935/1542             | Meer afbeeldingen                                                                                 |
| Woonhuis in eclectische stijl                                                                     | 1903                                       |                                                   | Kapoenstraat 18                                                      | 50° 50' 49" NB, 5° 41' 23" OL | 0935/1541             | Meer afbeeldingen                                                                                 |
| Woonhuis met lijstgevel                                                                           | 19e eeuw (gevel), 1903 (verbouwing)        |                                                   | Kapoenstraat 29                                                      | 50° 50' 48" NB, 5° 41' 25" OL | 0935/1543             | Meer afbeeldingen                                                                                 |
| Beeld van bidweg: hardstenen Mariabeeldje                                                         | circa 1946-1948                            | Charles Vos                                       | Kapoenstraat 32                                                      | 50° 50' 48" NB, 5° 41' 25" OL | 0935/1545             | Meer afbeeldingen                                                                                 |
| Sint-Servaasfontein                                                                               | 1932                                       | Charles Vos (beeld), Alphons Boosten (fonteinbak) | Keizer Karelplein (ongenummerd)                                      | 50° 50' 58" NB, 5° 41' 11" OL | 0935/1565             | Meer afbeeldingen                                                                                 |
| Julianaboom omgeven door een smeedijzeren hekwerk in art-nouveaustijl                             | 1909                                       |                                                   | Keizer Karelplein (ongenummerd)                                      | 50° 50' 59" NB, 5° 41' 13" OL | 0935/1566             | Meer afbeeldingen                                                                                 |
| Hekwerk rond de Sint Servaaskerk                                                                  |                                            |                                                   | Keizer Karelplein (ongenummerd)                                      | 50° 50' 57" NB, 5° 41' 11" OL | 0935/3596             | Upload foto                                                                                       |
| Herdenkingsplaquette met namen slachtoffers Tweede Wereldoorlog                                   |                                            |                                                   | Keizer Karelplein (ongenummerd) bij 7                                | 50° 50' 57" NB, 5° 41' 12" OL | 0935/1563             | Meer afbeeldingen                                                                                 |
| Fontein van het Sint Servaasklooster                                                              |                                            |                                                   | Keizer Karelplein (ongenummerd) bij 7                                | 50° 50' 56" NB, 5° 41' 13" OL | 0935/1563             | Upload foto                                                                                       |
| Bronzen luidklok "Grameer"                                                                        | 1515                                       | Willem Moers en Caspar Moers                      | Keizer Karelplein (pandhof Sint-Servaasbasiliek)                     | 50° 50' 57" NB, 5° 41' 14" OL | 0935/1564             | Meer afbeeldingen                                                                                 |
| Dubbel woonhuis met neoclassicistische lijstgevel                                                 | circa 1903                                 |                                                   | Keizer Karelplein 28, 1d en 2                                        | 50° 50' 59" NB, 5° 41' 13" OL | 0935/1557             | Dubbel woonhuis met neoclassicistische lijstgevel                                                 |
| Complex van vijf woonhuizen                                                                       | 1934                                       | A. Swinkels                                       | Keizer Karelplein 10 t/m 13 en Oude Tweebergenpoort 2                | 50° 50' 59" NB, 5° 41' 11" OL | 0935/1551             | Complex van vijf woonhuizen                                                                       |
| Dubbel woonhuis in eclectische stijl                                                              | 1900                                       |                                                   | Keizer Karelplein 14, 14a t/m d - 15                                 | 50° 50' 59" NB, 5° 41' 12" OL | 0935/1555             | Meer afbeeldingen                                                                                 |
| Woonhuis met lijstgevel                                                                           |                                            |                                                   | Keizer Karelplein 18                                                 | 50° 50' 60" NB, 5° 41' 12" OL | 0935/1556             | Meer afbeeldingen                                                                                 |
| Woonhuis met lijstgevel                                                                           | midden 19e eeuw (gevel)                    |                                                   | Keizer Karelplein 26                                                 | 50° 50' 59" NB, 5° 41' 14" OL | 0935/1558             | Meer afbeeldingen                                                                                 |
| Woonhuis met lijstgevel in eclectische stijl                                                      | 1903                                       |                                                   | Keizer Karelplein 27, 27abc                                          | 50° 50' 59" NB, 5° 41' 13" OL | 0935/1559             | Meer afbeeldingen                                                                                 |
| Samenstelling van drie verschillende panden met gevels in eclectische stijl                       | late 19e eeuw (gevel)                      |                                                   | Kesselskade 40 / Hoenderstraat 1 b01 t/m 1 d                         | 50° 51' 4" NB, 5° 41' 37" OL  | 0935/1481             | Samenstelling van drie verschillende panden met gevels in eclectische stijl                       |
| Woonhuis met voorgevel in art-decostijl                                                           | 1914                                       | A. Deussen                                        | Kesselskade 51                                                       | 50° 51' 1" NB, 5° 41' 38" OL  | 0935/1568             | Meer afbeeldingen                                                                                 |
| Voormalig schoolgebouw van de St. Vincentiusvereniging                                            | 1901, 1985 (ombouw naar studentenwoningen) |                                                   | Kesselskade 53 a01 t/m 53c28                                         | 50° 51' 1" NB, 5° 41' 38" OL  | 0935/1570             | Meer afbeeldingen                                                                                 |
| Woonhuis met gestucte lijstgevel                                                                  | late 19e eeuw (gevel)                      |                                                   | Kesselskade 61                                                       | 50° 50' 60" NB, 5° 41' 38" OL | 0935/1571             | Meer afbeeldingen                                                                                 |
| Woonhuis met lijstgevel                                                                           | 18e eeuw (gevel)                           |                                                   | Kleine Staat 6                                                       | 50° 50' 59" NB, 5° 41' 32" OL | 0935/1612             | Meer afbeeldingen                                                                                 |
| Achterhuis                                                                                        | 19e eeuw                                   |                                                   | achter Kleine Staat 7, 7ab                                           | 50° 50' 59" NB, 5° 41' 35" OL | 0935/1613             | Upload foto                                                                                       |
| Voormalige danszaal met lijstgevel in eclectische stijl                                           | 1918                                       |                                                   | Kleine Staat 15                                                      | 50° 50' 58" NB, 5° 41' 34" OL | 0935/1608             | Meer afbeeldingen                                                                                 |
| Dubbelpand; twee woonhuizen met lijstgevel in eclectische stijl                                   | 1901                                       |                                                   | Kleine Staat 19-21, 21ab                                             | 50° 50' 58" NB, 5° 41' 34" OL | 0935/1609             | Dubbelpand; twee woonhuizen met lijstgevel in eclectische stijl                                   |
| Beeld 'Mestreechter Geis'                                                                         | 1962                                       | Mari Andriessen                                   | Kleine Stokstraat                                                    | 50° 50' 56" NB, 5° 41' 39" OL | 0935/1614             | Meer afbeeldingen                                                                                 |
| Beeld van bidweg: Schutsmantelmadonna                                                             | 1946                                       | Charles Vos                                       | Koestraat bij 2                                                      | 50° 50' 49" NB, 5° 41' 34" OL | 0935/1617             | Meer afbeeldingen                                                                                 |
| Woonhuis met eclectische voorgevel                                                                | late 19e eeuw (gevel)                      |                                                   | Leliestraat 11                                                       | 50° 50' 57" NB, 5° 41' 24" OL | 0935/1654             | Meer afbeeldingen                                                                                 |
| Achterhuis met gepleisterde, eclectische gevel                                                    | voor 1823, circa 1900 (gevel)              |                                                   | Leliestraat 24 / achter Vrijthof 12                                  | 50° 50' 56" NB, 5° 41' 23" OL | 0935/1655             | Meer afbeeldingen                                                                                 |
| Achterbouw, mogelijk koetshuis                                                                    | 18e eeuw                                   |                                                   | Leliestraat / achter Vrijthof 13                                     | 50° 50' 56" NB, 5° 41' 23" OL | 0935/1656             | Meer afbeeldingen                                                                                 |
| Woonhuis met lijstgevel                                                                           | 1937                                       |                                                   | Lenculenstraat 6abc                                                  | 50° 50' 49" NB, 5° 41' 23" OL | 0935/1660             | Meer afbeeldingen                                                                                 |
| Hoekpand in neorenaissancestijl                                                                   | 1900                                       |                                                   | Maastrichter Brugstraat 2 / Kesselskade 66                           | 50° 50' 58" NB, 5° 41' 39" OL | 0935/1572             | Meer afbeeldingen                                                                                 |
| Winkelpand                                                                                        | 1960, 1992 (uitbreiding)                   | Gerard Snelder                                    | Maastrichter Brugstraat 5-7                                          | 50° 50' 57" NB, 5° 41' 39" OL | 0935/1696             | Meer afbeeldingen                                                                                 |
| Dubbel winkel-woonhuis met lijstgevel in eclectische stijl                                        | late 19e eeuw (gevel)                      |                                                   | Maastrichter Brugstraat 9bcd-11, 11b                                 | 50° 50' 57" NB, 5° 41' 38" OL | 0935/1697             | Meer afbeeldingen                                                                                 |
| Twee winkel-woonhuizen met krulgevens in neorenaissancestijl                                      | late 19e eeuw (gevel)                      |                                                   | Maastrichter Brugstraat 13, 13b-15                                   | 50° 50' 57" NB, 5° 41' 38" OL | 0935/1682             | Twee winkel-woonhuizen met krulgevens in neorenaissancestijl                                      |
| Winkel-woonhuis met lijstgevel in eclectische stijl                                               | 1913                                       | A. Deussen                                        | Maastrichter Brugstraat 14                                           | 50° 50' 58" NB, 5° 41' 37" OL | 0935/1683             | Meer afbeeldingen                                                                                 |
| Winkel-woonhuis met lijstgevel in eclectische stijl                                               | late 19e eeuw (gevel)                      |                                                   | Maastrichter Brugstraat 17                                           | 50° 50' 57" NB, 5° 41' 37" OL | 0935/1685             | Meer afbeeldingen                                                                                 |
| Winkel-woonhuis met lijstgevel in eclectische stijl                                               | late 19e eeuw (gevel)                      |                                                   | Maastrichter Brugstraat 19                                           | 50° 50' 57" NB, 5° 41' 37" OL | 0935/1687             | Meer afbeeldingen                                                                                 |
| Winkel-woonhuis met lijstgevel in eclectische stijl                                               | late 19e eeuw (gevel)                      |                                                   | Maastrichter Brugstraat 23                                           | 50° 50' 57" NB, 5° 41' 36" OL | 0935/1688             | Meer afbeeldingen                                                                                 |
| Winkel-woonhuis met lijstgevel in eclectische stijl                                               | late 19e eeuw (gevel)                      |                                                   | Maastrichter Brugstraat 25                                           | 50° 50' 57" NB, 5° 41' 36" OL | 0935/1689             | Meer afbeeldingen                                                                                 |
| Winkel-woonhuis met lijstgevel in eclectische stijl                                               | late 19e eeuw (gevel)                      |                                                   | Maastrichter Brugstraat 27, 27ab                                     | 50° 50' 57" NB, 5° 41' 36" OL | 0935/1690             | Meer afbeeldingen                                                                                 |
| Winkel-woonhuis met lijstgevel                                                                    | late 18e eeuw/vroege 20e eeuw (gevel)      |                                                   | Maastrichter Brugstraat 29, 29a-b                                    | 50° 50' 57" NB, 5° 41' 36" OL | 0935/1691             | Meer afbeeldingen                                                                                 |
| Dubbelpand; twee winkel-woonhuizen met eclectische gestucte lijstgevel                            |                                            |                                                   | Maastrichter Brugstraat 31-33                                        | 50° 50' 57" NB, 5° 41' 35" OL | 0935/1692             | Dubbelpand; twee winkel-woonhuizen met eclectische gestucte lijstgevel                            |
| Winkel-woonhuis met lijstgevel in eclectische stijl                                               | 1903                                       |                                                   | Maastrichter Brugstraat 32                                           | 50° 50' 58" NB, 5° 41' 35" OL | 0935/1693             | Meer afbeeldingen                                                                                 |
| Winkel-woonhuis met rijke, eclectisch gestucte lijstgevel                                         |                                            |                                                   | Maastrichter Brugstraat 35, 35b                                      | 50° 50' 57" NB, 5° 41' 35" OL | 0935/1695             | Meer afbeeldingen                                                                                 |
| Kalkstenen Mariabeeld in nis                                                                      | 1950                                       | Rob Stultiens                                     | Muntstraat 25; aan de zijgevel in de Mariastraat                     | 50° 51' 2" NB, 5° 41' 33" OL  | 0935/1714             | Meer afbeeldingen                                                                                 |
| Hoekwoning met lijstgevel                                                                         |                                            |                                                   | Mariastraat 1                                                        | 50° 51' 2" NB, 5° 41' 37" OL  | 0935/1707             | Meer afbeeldingen                                                                                 |
| Voormalige Sint Jozef-pastorie in neorenaissancestijl                                             | 1922                                       |                                                   | Mariastraat 2-4                                                      | 50° 51' 2" NB, 5° 41' 34" OL  | 0935/1710             | Meer afbeeldingen                                                                                 |
| Winkel-woonhuis met lijstgevel                                                                    | 1907                                       |                                                   | Mariastraat 3a-d                                                     | 50° 51' 2" NB, 5° 41' 37" OL  | 0935/1711             | Meer afbeeldingen                                                                                 |
| Winkel-woonhuis met lijstgevel                                                                    | 17e eeuw (kern)                            |                                                   | Mariastraat 6a-d                                                     | 50° 51' 2" NB, 5° 41' 34" OL  | 0935/1712             | Meer afbeeldingen                                                                                 |
| Café-woonhuis met lijstgevel en vakwerk cafépui                                                   |                                            |                                                   | Mariastraat 7                                                        | 50° 51' 2" NB, 5° 41' 37" OL  | 0935/1713             | Meer afbeeldingen                                                                                 |
| Woonhuis met lijstgevel                                                                           | vroege 20e eeuw (lijstgevel)               |                                                   | Mariastraat 13, 13abc                                                | 50° 51' 2" NB, 5° 41' 36" OL  | 0935/1708             | Meer afbeeldingen                                                                                 |
| Winkel-woonhuis                                                                                   | 1933                                       |                                                   | Mariastraat 21, 21ab                                                 | 50° 51' 2" NB, 5° 41' 35" OL  | 0935/1709             | Meer afbeeldingen                                                                                 |
| Fontein met beeld 't Mooswief                                                                     | 1952-1953                                  | Charles Vos en J.L.A. Brouwers                    | Markt                                                                | 50° 51' 3" NB, 5° 41' 26" OL  | 0935/1731             | Meer afbeeldingen                                                                                 |
| Vier vijfpits-gaslantaarns                                                                        | 2e helft van de 19e eeuw                   |                                                   | Markt / Boschstraat                                                  | 50° 51' 6" NB, 5° 41' 26" OL  | 0935/1715             | Meer afbeeldingen                                                                                 |
| Winkel-woonhuis                                                                                   | 1927                                       |                                                   | Markt 4, 4ab                                                         | 50° 51' 4" NB, 5° 41' 25" OL  | 0935/1724             | Meer afbeeldingen                                                                                 |
| Winkel-woonhuis                                                                                   | 1915                                       |                                                   | Markt 5, 5a                                                          | 50° 51' 4" NB, 5° 41' 25" OL  | 0935/1727             | Meer afbeeldingen                                                                                 |
| Winkel-woonhuis met rijke, eclectische voorgevel                                                  | 1906                                       |                                                   | Markt 10, 10bcd                                                      | 50° 51' 4" NB, 5° 41' 24" OL  | 0935/1716             | Meer afbeeldingen                                                                                 |
| Winkel-woonhuis met eclectische voorgevel                                                         | 1905                                       |                                                   | Markt 62                                                             | 50° 51' 3" NB, 5° 41' 31" OL  | 0935/1729             | Meer afbeeldingen                                                                                 |
| Gemeentelijk aanplakbord                                                                          | 1910                                       |                                                   | Minckelersstraat; tegen de zijgevel van Achter De Vleesmarkt 25      | 50° 50' 57" NB, 5° 41' 30" OL | 0935/1746             | Meer afbeeldingen                                                                                 |
| Woonhuis in rationalistische stijl                                                                | 1901                                       |                                                   | Minckelersstraat 2, 2b                                               | 50° 50' 56" NB, 5° 41' 29" OL | 0935/1743             | Meer afbeeldingen                                                                                 |
| Dubbel woonhuis in eclectische stijl                                                              | 1899                                       |                                                   | Minckelersstraat 4-6                                                 | 50° 50' 56" NB, 5° 41' 29" OL | 0935/1745             | Meer afbeeldingen                                                                                 |
| Woonhuis                                                                                          | 1913                                       |                                                   | Minckelersstraat 14, 14bc                                            | 50° 50' 55" NB, 5° 41' 29" OL | 0935/1740             | Meer afbeeldingen                                                                                 |
| Dubbel woonhuis                                                                                   | 1913                                       |                                                   | Minckelersstraat 16, 16a t/m d - 18, 18b                             | 50° 50' 55" NB, 5° 41' 29" OL | 0935/1741             | Meer afbeeldingen                                                                                 |
| Achterbouw in vakwerk                                                                             | 1455                                       |                                                   | achter Muntstraat 31                                                 | 50° 51' 1" NB, 5° 41' 33" OL  | 0935/1750             | Upload foto                                                                                       |
| Huis met lijstgevel                                                                               | late 19e eeuw (gevel)                      |                                                   | Nieuwstraat 6 noord                                                  | 50° 51' 2" NB, 5° 41' 28" OL  | 0935/1754             | Meer afbeeldingen                                                                                 |
| Huis met gestucte lijstgevel                                                                      | 1893                                       |                                                   | Nieuwstraat 6 zuid (Nieuwstraat 8)                                   | 50° 51' 2" NB, 5° 41' 28" OL  | 0935/1755             | Meer afbeeldingen                                                                                 |
| Dubbel winkel-woonhuis                                                                            | 1911                                       |                                                   | Nieuwstraat 25-27                                                    | 50° 51' 0" NB, 5° 41' 30" OL  | 0935/1752             | Meer afbeeldingen                                                                                 |
| Decoratief smeedijzeren hekwerk aan oost- en zuidoostzijde van het terrein van de O.L.V.-basiliek | 19e eeuw                                   |                                                   | Onze Lieve Vrouweplein                                               | 50° 50' 51" NB, 5° 41' 39" OL | 0935/2067             | Decoratief smeedijzeren hekwerk aan oost- en zuidoostzijde van het terrein van de O.L.V.-basiliek |
| Bronzen beeld 'Jupiter'                                                                           | 1984                                       | Fons Bemelmans                                    | Onze Lieve Vrouweplein bij 9; aan de achterzijde langs de Stokstraat | 50° 50' 52" NB, 5° 41' 34" OL | 0935/1772             | Meer afbeeldingen                                                                                 |
| Bronzen beeld 'Relatie'                                                                           | 1987                                       | Gerard Schoffelen                                 | Onze Lieve Vrouweplein                                               | 50° 50' 50" NB, 5° 41' 35" OL | 0935/1773             | Meer afbeeldingen                                                                                 |
| Dubbel winkel-woonhuis                                                                            | midden 19e eeuw (buitengevels)             |                                                   | Onze Lieve Vrouweplein 1-2 / Wolfstraat 41b                          | 50° 50' 53" NB, 5° 41' 34" OL | 0935/2269 [dode link] | Dubbel winkel-woonhuis                                                                            |
| Voornaam woonhuis met eclectische lijstgevel                                                      | 1894                                       |                                                   | Onze Lieve Vrouweplein 4, 4b                                         | 50° 50' 53" NB, 5° 41' 35" OL | 0935/1771             | Voornaam woonhuis met eclectische lijstgevel                                                      |
| Beeld van bidweg: hardstenen beeldje van Allerheiligste Hart van Maria                            | 1946                                       | Charles Vos                                       | Onze Lieve Vrouweplein bij 27                                        | 50° 50' 52" NB, 5° 41' 33" OL | 0935/1768             | Meer afbeeldingen                                                                                 |
| Hoekpand met lijstgevel                                                                           | 17e eeuw (kern), vroege 20e eeuw (gevel)   |                                                   | Onze Lieve Vrouweplein 30b                                           | 50° 50' 53" NB, 5° 41' 33" OL | 0935/1770             | Meer afbeeldingen                                                                                 |
| Bronzen beeld 'Amazone te paard'                                                                  | 1973                                       | Arthur Spronken                                   | Op de Thermen                                                        | 50° 50' 54" NB, 5° 41' 38" OL | 0935/1778             | Meer afbeeldingen                                                                                 |
| Dubbel woonhuis met voorgevel in eclectische stijl                                                | 1904                                       |                                                   | Oude Tweebergenpoort 4-6                                             | 50° 50' 59" NB, 5° 41' 10" OL | 0935/1780             | Meer afbeeldingen                                                                                 |
| Woonhuis met voorgevel in eclectische stijl                                                       | 1900                                       |                                                   | Papenstraat 3                                                        | 50° 50' 53" NB, 5° 41' 20" OL | 0935/1783             | Meer afbeeldingen                                                                                 |
| Kantoorgebouw                                                                                     |                                            |                                                   | Papenstraat 4a                                                       | 50° 50' 53" NB, 5° 41' 19" OL | 0935/1784             | Meer afbeeldingen                                                                                 |
| Woonhuis met voorgevel in eclectische stijl                                                       | 1900                                       |                                                   | Papenstraat 5                                                        | 50° 50' 52" NB, 5° 41' 19" OL | 0935/1785             | Meer afbeeldingen                                                                                 |
| Woonhuis met lijstgevel in eclectische stijl                                                      | 1901                                       |                                                   | Papenstraat 7                                                        | 50° 50' 52" NB, 5° 41' 19" OL | 0935/1786             | Meer afbeeldingen                                                                                 |
| Woonhuis in eclectische stijl                                                                     | eind 19e eeuw                              |                                                   | Papenstraat 8                                                        | 50° 50' 51" NB, 5° 41' 16" OL | 0935/1787             | Meer afbeeldingen                                                                                 |
| Woonhuis met gestucte, eclectische lijstgevel                                                     | late 19e eeuw (gevel)                      |                                                   | Platielstraat 1abd                                                   | 50° 50' 56" NB, 5° 41' 25" OL | 0935/1816             | Meer afbeeldingen                                                                                 |
| Sint Amorszuil                                                                                    | 1951                                       | Charles Vos (beeld)                               | Sint Amorsplein                                                      | 50° 50' 56" NB, 5° 41' 26" OL | 0935/1847             | Meer afbeeldingen                                                                                 |
| Winkel-woonhuis                                                                                   | 1910                                       |                                                   | Sint Amorsplein 5, 5bcd                                              | 50° 50' 56" NB, 5° 41' 26" OL | 0935/1845             | Meer afbeeldingen                                                                                 |
| Winkel-woonhuizen met gepleisterde buitengevels                                                   | late 19e eeuw (gevel)                      |                                                   | Sint Amorsplein 8                                                    | 50° 50' 56" NB, 5° 41' 25" OL | 0935/1846             | Meer afbeeldingen                                                                                 |
| Voormalige brouwerij Hustinx                                                                      | circa 1850                                 |                                                   | Sint Amorsplein 11                                                   | 50° 50' 57" NB, 5° 41' 26" OL | 0935/1843             | Meer afbeeldingen                                                                                 |
| Voormalige brouwerswoning met eclectische voorgevel                                               | late 19e eeuw                              |                                                   | Sint Amorsplein 12                                                   | 50° 50' 57" NB, 5° 41' 26" OL | 0935/1844             | Meer afbeeldingen                                                                                 |
| Wooncomplex van 7 wooneenheden                                                                    | 1933                                       | A. Boosten                                        | Sint Jacobstraat 17ab t/m 23ab / Lantaarnstraat 8 en 10              | 50° 50' 52" NB, 5° 41' 23" OL | 0935/1650             | Wooncomplex van 7 wooneenheden                                                                    |
| Brughuisje in historiserende stijl                                                                | 1935                                       |                                                   | Sint Servaasbrug ongenummerd; bij Maasboulevard                      | 50° 50' 57" NB, 5° 41' 42" OL | 0935/1940             | Meer afbeeldingen                                                                                 |
| Twee steunmuren van het westwerk van de Sint-Servaasbasiliek (Onder de Bogen)                     | eind 12e eeuw                              |                                                   | Sint Servaasklooster                                                 | 50° 50' 55" NB, 5° 41' 12" OL | 0935/1944             | Meer afbeeldingen                                                                                 |
| Madonnabeeld (Mariabeeld)                                                                         | 1948                                       | Charles Vos                                       | Sint Servaasklooster / Papenstraat                                   | 50° 50' 51" NB, 5° 41' 16" OL | 0935/1945             | Meer afbeeldingen                                                                                 |
| Smeedijzeren herkwerk rond plantsoen                                                              |                                            |                                                   | Sint Servaasklooster / Papenstraat                                   | 50° 50' 50" NB, 5° 41' 15" OL | [3597 0935/3597]      | Upload foto                                                                                       |
| Pandhof van Sint-Servaasbasiliek                                                                  |                                            |                                                   | Sint Servaasklooster bij 6                                           | 50° 50' 57" NB, 5° 41' 13" OL | 0935/1561             | Meer afbeeldingen                                                                                 |
| Achterbouw met gepleisterde eclectische gevel                                                     | late 19e eeuw                              |                                                   | achter Sint Servaasklooster 39                                       | 50° 50' 51" NB, 5° 41' 15" OL | 0935/1942             | Upload foto                                                                                       |
| Winkel-woonhuis                                                                                   | 1902                                       |                                                   | Spilstraat 12                                                        | 50° 51' 1" NB, 5° 41' 25" OL  | 0935/1951             | Meer afbeeldingen                                                                                 |
| Winkel-woonhuis                                                                                   | 1918                                       |                                                   | Spilstraat 16                                                        | 50° 51' 1" NB, 5° 41' 25" OL  | 0935/1952             | Meer afbeeldingen                                                                                 |
| Twee winkel-woonhuizen                                                                            | 19e eeuw                                   |                                                   | Sporenstraat 6-8, 8b                                                 | 50° 50' 58" NB, 5° 41' 25" OL | 0935/1968             | Meer afbeeldingen                                                                                 |
| Woonhuis met eclecticitische lijstgevel                                                           | 1906                                       |                                                   | Statenstraat 1                                                       | 50° 51' 2" NB, 5° 41' 15" OL  | 0935/2022             | Meer afbeeldingen                                                                                 |
| Bronzen sculptuur in de vorm van een scheepsboegbeeld                                             | 1973                                       | Arthur Spronken                                   | Stokstraat - Plankstraat                                             | 50° 50' 53" NB, 5° 41' 39" OL | 0935/2069             | Meer afbeeldingen                                                                                 |
| Voormalige parochiale school                                                                      | 1902                                       |                                                   | Stokstraat 46, 46ab                                                  | 50° 50' 52" NB, 5° 41' 39" OL | 0935/2068             | Meer afbeeldingen                                                                                 |
| Afsluitpaal met bovenaan vijf haringen in reliëf                                                  | 1955, 1969 (vervanging)                    | Sjra Schoffelen                                   | Vijfharingenstraat                                                   | 50° 50' 59" NB, 5° 41' 30" OL | 0935/2175             | Meer afbeeldingen                                                                                 |
| Huis met lijstgevel                                                                               | 19e eeuw (gevel)                           |                                                   | Vijfharingenstraat 5, 5ab                                            | 50° 50' 59" NB, 5° 41' 30" OL | 0935/2174             | Meer afbeeldingen                                                                                 |
| Huis met lijstgevel                                                                               | 19e eeuw (gevel)                           |                                                   | Vijfharingenstraat 12, 12ab                                          | 50° 50' 58" NB, 5° 41' 29" OL | 0935/2171             | Meer afbeeldingen                                                                                 |
| Woonhuis                                                                                          | 17e eeuw                                   |                                                   | Vijfharingenstraat 14                                                | 50° 50' 57" NB, 5° 41' 29" OL | 0935/2172             | Meer afbeeldingen                                                                                 |
| Herbouwd woonhuis                                                                                 | 13e eeuw (kern), 1965-1966 (herbouw)       | Schellinx (herbouw)                               | Vissersmaas 2abc                                                     | 50° 50' 57" NB, 5° 41' 40" OL | 0935/2178             | Meer afbeeldingen                                                                                 |
| Luikse Perroen                                                                                    | circa 1950                                 | J. Huysmans en J. Sondeijker                      | Vrijthof                                                             | 50° 50' 58" NB, 5° 41' 20" OL | 0935/2188 [dode link] | Meer afbeeldingen                                                                                 |
| Ronde, bronzen gedenkplaquette 'Old Hickory'                                                      | 1974                                       | Frans Gast                                        | Vrijthof                                                             | 50° 50' 55" NB, 5° 41' 20" OL | 0935/2189             | Meer afbeeldingen                                                                                 |
| Ronde, bronzen plaquette V&D                                                                      | 1973                                       | Dries Engelen                                     | Vrijthof                                                             | 50° 50' 55" NB, 5° 41' 20" OL | 0935/2190             | Meer afbeeldingen                                                                                 |
| Fontein 'Hawt uuch vas'                                                                           | 1977                                       | Frans Gast                                        | Vrijthof                                                             | 50° 50' 55" NB, 5° 41' 19" OL | 0935/2187             | Meer afbeeldingen                                                                                 |
| Stadsklok                                                                                         | 1905                                       | Jos Herzberg en firma Wagner                      | Vrijthof, hoek Grote Staat en Helmstraat                             | 50° 50' 59" NB, 5° 41' 20" OL | 0935/2191             | Meer afbeeldingen                                                                                 |
| Twee gietijzeren 5-pits gaslantaarns                                                              | 1860                                       |                                                   | Vrijthof, voor de Hoofdwacht                                         | 50° 50' 57" NB, 5° 41' 17" OL | 0935/2186             | Meer afbeeldingen                                                                                 |
| Cafépand met voorgevel met art-deco-invloeden                                                     | 1921                                       |                                                   | Vrijthof 3                                                           | 50° 50' 58" NB, 5° 41' 22" OL | 0935/2183             | Meer afbeeldingen                                                                                 |
| Winkel-woonhuis                                                                                   | 1903                                       |                                                   | Vrijthof 17, 17a / Bredestraat 45, 45ab-47 / St Jacobstraat 1, 1ab-3 | 50° 50' 54" NB, 5° 41' 22" OL | 0935/1191             | Meer afbeeldingen                                                                                 |
| Voormalig gebouw Nederlandsche Bank in neoclasicistische stijl                                    | 1920                                       | Eduard Cuypers                                    | Vrijthof 17b / Papenstraat 2b                                        | 50° 50' 53" NB, 5° 41' 20" OL | 0935/1782             | Meer afbeeldingen                                                                                 |
| Woonhuis in eclectische stijl                                                                     | 1920                                       |                                                   | Vrijthof 20abc                                                       | 50° 50' 54" NB, 5° 41' 18" OL | 0935/2181             | Meer afbeeldingen                                                                                 |
| Woonhuis met voorgevel in eclectische stijl                                                       | 1896                                       |                                                   | Vrijthof 28, 28ab                                                    | 50° 50' 57" NB, 5° 41' 15" OL | 0935/2182             | Meer afbeeldingen                                                                                 |
| Woonhuis met lijstgevel                                                                           | 1927                                       |                                                   | Vrijthof 32                                                          | 50° 50' 58" NB, 5° 41' 15" OL | 0935/2184             | Meer afbeeldingen                                                                                 |
| Woonhuis met rijke eclectische voorgevel                                                          | 1897                                       |                                                   | Vrijthof 33, 33ab                                                    | 50° 50' 59" NB, 5° 41' 15" OL | 0935/2185             | Meer afbeeldingen                                                                                 |
| Woonhuis                                                                                          | 1936                                       |                                                   | Witmakersstraat 6                                                    | 50° 50' 49" NB, 5° 41' 29" OL | 0935/2259             | Meer afbeeldingen                                                                                 |
| Woonhuis met lijstgevel                                                                           | late 19e eeuw (gevel)                      |                                                   | Witmakersstraat 16a-d                                                | 50° 50' 48" NB, 5° 41' 26" OL | 0935/2254             | Meer afbeeldingen                                                                                 |
| Winkel-woonhuis met invloeden van art deco                                                        | 1921                                       |                                                   | Wolfstraat 23                                                        | 50° 50' 54" NB, 5° 41' 34" OL | 0935/2262             | Meer afbeeldingen                                                                                 |
| Winkel-woonhuis met voorgevel in eclectische stijl                                                | 1897                                       |                                                   | Wolfstraat 25                                                        | 50° 50' 54" NB, 5° 41' 34" OL | 0935/2263             | Meer afbeeldingen                                                                                 |
| Dubbel winkelhuis                                                                                 | vroege 19e eeuw (bovengevel)               |                                                   | Wolfstraat 28-30, 30b                                                | 50° 50' 54" NB, 5° 41' 33" OL | 0935/2264             | Dubbel winkelhuis                                                                                 |
| Winkel-woonhuis met voorgevel in eclectische stijl                                                | 1902                                       |                                                   | Wolfstraat 29                                                        | 50° 50' 54" NB, 5° 41' 34" OL | 0935/2265             | Meer afbeeldingen                                                                                 |
| Winkel-woonhuis met voorgevel in eclectische stijl                                                | 1898                                       |                                                   | Wolfstraat 37a-d                                                     | 50° 50' 53" NB, 5° 41' 34" OL | 0935/2267             | Meer afbeeldingen                                                                                 |
| Winkel-woonhuis met voorgevel in eclectische stijl                                                | 1873                                       |                                                   | Wolfstraat 39, 39a                                                   | 50° 50' 53" NB, 5° 41' 34" OL | 0935/2268             | Meer afbeeldingen                                                                                 |